# Équipe d'Autriche de football américain
L'équipe d'Autriche de football américain représente l'équipe nationale d’Autriche lors des compétitions internationales de football américain.

## Histoire
Bien qu'existant depuis 1892, l'équipe nationale est régie depuis 2006 par la Fédération autrichienne de football américain (de), AFBÖ en abrégé.
Elle participe aux deux premières éditions du Championnat d’Europe de football américain en 1983 et 1985. Elle y figure respectivement en 5e et 3e place.
L'équipe est dissoute en 2001, l'AFBÖ se concentrant uniquement sur l'équipe nationale junior. 
Elle est réinstaurée en 2006 mais doit débuter ses compétitions internationales dans la catégorie la plus basse (groupe C). Ils remportent le titre du groupe B en 2009 ce qui les qualifie pour le championnat d'Europe de 2010 en Allemagne où ils terminent 3e. 
Ils sont ainsi qualifiés pour la Coupe du monde 2011 qui a lieu en Autriche. En matchs de classement, ils ont été battus par le Japon, le Canada et la France mais gagnent le match d’alignement contre l'Australie et finissent 7e de la compétition. 
Qualifiés pour le championnat d’Europe 2014, ils sont battus à domicile en finale par l'Allemagne 27 à 30 en prolongation. 
Ils terminent également second du championnat d’Europe 2018 battus en finale par la France sur le score de 28 à 14.

## Palmarès en Coupes du Monde de l'IFAF
| Année | Lieu       | Classement       | MJ               | G                | P                | PP               | PC               |
| ----- | ---------- | ---------------- | ---------------- | ---------------- | ---------------- | ---------------- | ---------------- |
| 1999  | Italie     | Non participante | Non participante | Non participante | Non participante | Non participante | Non participante |
| 2003  | Allemagne  | Non participante | Non participante | Non participante | Non participante | Non participante | Non participante |
| 2007  | Japon      | Non participante | Non participante | Non participante | Non participante | Non participante | Non participante |
| 2011  | Autriche   | 7e               | 4                | 1                | 3                | 84               | 94               |
| 2015  | États-Unis | Non participante | Non participante | Non participante | Non participante | Non participante | Non participante |

## Palmarès en Championnats d'Europe de l'EFAF
| Année   | Lieu      | Classement                                | MJ                                        | G                                         | P                                         | PP                                        | PC                                        |
| ------- | --------- | ----------------------------------------- | ----------------------------------------- | ----------------------------------------- | ----------------------------------------- | ----------------------------------------- | ----------------------------------------- |
| 1983    | Italie    | 5e                                        | 3                                         | 0                                         | 2                                         | 0                                         | 159                                       |
| 1985    | Italie    | Non participante                          | Non participante                          | Non participante                          | Non participante                          | Non participante                          | Non participante                          |
| 1987    | Finlande  | Non participante                          | Non participante                          | Non participante                          | Non participante                          | Non participante                          | Non participante                          |
| 1989    | Allemagne | Non participante                          | Non participante                          | Non participante                          | Non participante                          | Non participante                          | Non participante                          |
| 1991    | Finlande  | Non participante                          | Non participante                          | Non participante                          | Non participante                          | Non participante                          | Non participante                          |
| 1993    | Italie    | Non participante                          | Non participante                          | Non participante                          | Non participante                          | Non participante                          | Non participante                          |
| 1995    | Autriche  | 3e                                        | 2                                         | 1                                         | 1                                         | 24                                        | 30                                        |
| 1997    | Italie    | Ne s'est pas qualifiée pour le tour final | Ne s'est pas qualifiée pour le tour final | Ne s'est pas qualifiée pour le tour final | Ne s'est pas qualifiée pour le tour final | Ne s'est pas qualifiée pour le tour final | Ne s'est pas qualifiée pour le tour final |
| 2000    | Europe    | 6e                                        | 1                                         | 0                                         | 1                                         | 0                                         | 42                                        |
| 2001    | Allemagne | 6e                                        | 1                                         | 0                                         | 1                                         | 13                                        | 27                                        |
| 2005    | Suède     | Non participante                          | Non participante                          | Non participante                          | Non participante                          | Non participante                          | Non participante                          |
| 2010    | Allemagne | 3e                                        | 3                                         | 2                                         | 1                                         | 80                                        | 29                                        |
| 2014    | Autriche  | 2e                                        | 3                                         | 2                                         | 1                                         | 104                                       | 46                                        |
| 2018 NY | Finlande  | 2e                                        | 3                                         | 2                                         | 1                                         | 105                                       | 46                                        |
| 2020    | Europe    | 5e                                        | 4                                         | 3                                         | 1                                         | 158                                       | 52                                        |
| 2023    | Europe    | 1er                                       | 4                                         | 4                                         | 0                                         | 128                                       | 21                                        |

## Joueurs et cadres de l'effectif 2018
Légende :
- RAI  = Swarco Raiders Tirol (16)
- GIA  = Graz Giants (9)
- VIK  = Raiffeisen Vikings Vienna (8)
- DRA  = Danube Dragons (7)
- RAN  = AFC Rangers (2)
- BULL = Salzburg Bulls (1)
- MERC = Marburg Mercenaries (1)
- ?    = autre équipe (1)

## Autre lien
- Fédération d'Autriche de football américain (de)